# 巴格來 (明尼苏达州)
巴格來（英語：Bagley）是一個位於美國明尼蘇達州清水縣的都市。根據2010年美國人口普查，該地共人口1405人，而該地的面積約為5.21平方千米。同時該地也是清水縣的縣治。

## 地理
巴格來的座標為47°31′24″N 95°24′09″W / 47.52333°N 95.40250°W，而該地的平均海拔高度為442米（即1450英尺）。